# Detektei mit Hexerei
Detektei mit Hexerei (Originaltitel: Tucker’s Witch) ist eine US-amerikanische Kriminalserie, die zwischen 1982 und 1983 für den US-Sender CBS produziert wurde.

## Handlung
Das Ehepaar Rick und Amanda Tucker betreibt im Laurel Canyon eine Privatdetektei. Unterstützt durch ihre Sekretärin Marcia Fulbright, arbeiten sie häufig mit der örtlichen Polizei in Person von Lieutenant Sean Fisk zusammen. Was die Detektei von ihren Mitbewerbern und der Polizei unterscheidet, sind die hellseherischen Fähigkeiten Amandas, die eine Hexe ist. Zum Haushalt der Tuckers gehören Amandas Mutter Ellen sowie der Hauskater Dickens, der als Amandas Medium agiert. Ihre Komik zieht die Serie aus dem Gegensatz von Ricks gründlicher Vorgehensweise als Ermittler und den teilweise unverlässlichen Visionen Amandas.

## Hintergrund
Die Pilotepisode der Serie entstand unter dem Arbeitstitel The Good Witch of Laurel Canyon mit Art Hindle und Kim Cattrall in den Hauptrollen. Diese wurde jedoch nie ausgestrahlt. Nach der Neubesetzung wurde der Serientitel geändert. In den zwölf produzierten Folgen hatten unter anderem Barry Corbin, Ted Danson, Joe Penny und Noble Willingham Gastauftritte.
Die deutsche Erstausstrahlung erfolgte erst 1990 auf Sat.1, wo jedoch nur acht der zwölf Folgen am Vorabend zu sehen waren. Im darauf folgenden Jahr wurden auf ProSieben die bereits auf Sat.1 ausgestrahlten Folgen wiederholt sowie zwei zusätzliche Folgen gesendet.

## Veröffentlichung
Pidax veröffentlichte im Dezember 2024 eine 3-DVD-Box mit allen zwölf Folgen der Serie.